# Aroideae
Classification phylogénétique
Sous-famille
Les Aroideae sont une sous-famille de plantes à fleurs, la plus grande de la famille des  Araceae avec 72 genres différents. Les plantes de cette sous-famille sont caractérisées par un pollen épineux avec aperture mais sans sporopollénine.

## Tribus et genres selonNCBI(14 avr. 2010)[2]
- sous-famille Aroideae
  - tribu Areae
    - genre Arum
    - genre Biarum
    - genre Dracunculus
    - genre Eminium
    - genre Helicodiceros
    - genre Theriophonum
    - genre Typhonium

  - tribu Arisaemateae
    - genre Arisaema
    - genre Pinellia

  - tribu Arisareae
    - genre Ambrosina
    - genre Arisarum

  - tribu Caladieae
    - genre Caladium
    - genre Chlorospatha
    - genre Filarum
    - genre Hapaline
    - genre Jasarum
    - genre Scaphispatha
    - genre Syngonium
    - genre Ulearum
    - genre Xanthosoma
    - genre Zamioculcas
    - genre Zomicarpa
    - genre Zomicarpella

  - tribu Colocasieae
    - genre Alocasia
    - genre Ariopsis
    - genre Colocasia
    - genre Leucocasia
    - genre Protarum
    - genre Remusatia
    - genre Steudnera

  - tribu Montrichardieae
    - genre Montrichardia

  - tribu Nephthytideae
    - genre Pseudohydrosme

  - tribu Peltandreae
    - genre Arophyton
    - genre Carlephyton
    - genre Colletogyne
    - genre Peltandra
    - genre Typhonodorum

  - tribu Pistieae
    - genre Pistia

  - tribu Thomsonieae
    - genre Amorphophallus
    - genre Pseudodracontium
    - genre Thomsonia
- sous-famille Calloideae
  - genre Calla